# Луций Марций Фигул
Луций Марций Фигул (на латински: Lucius Marcius Figulus) e през 43 пр.н.е. адмирал, командир на римската флота по времето на гражданската война след убийството на Гай Юлий Цезар.
Произлиза от фамилията Марции. Син е на Гай Марций Фигул (консул 64 пр.н.е.).
Той е адмирал на консула от 44 пр.н.е. Публий Корнелий Долабела и тръгва с него към Сирия. През май 43 пр.н.е. в Лаодицеа (днес Латакия) е обкръжен от противника на Долабела Гай Касий Лонгин и се самоубива.